# Primož Kobe
Primož Kobe född 23 maj 1981 i Novo Mesto, är en slovensk maratonlöpare. Han deltog vid Olympiska sommarspelen 2012, där han tävlade i maraton och slutade på 46:e plats.